# Королевство Франция
Короле́вство Фра́нция (старофр. Reaume de France, ср.-франц. Royaulme de France, фр. Royaume de France) — государство (королевство) в Западной Европе, предшественник современной Французской республики.
Французское королевство одно из самых мощных государств в Западной Европе, великая держава со времён позднего средневековья и Столетней войны. Была также ранней колониальной державой, со значительными владениями в Северной Америке.

## История
Франция возникла как Западно-Франкское королевство в западной части империи Каролингов по договору в Вердене (843). Первым её монархом стал Карл II Лысый, королем Швабии в 831—833 годах, королем Аквитании в 839—843 и 848—854 годах, королем Лотарингии с 869 года, королем Прованса и императором Запада с 875 года, королем Италии с 876 года,
Ветвь династии Каролингов продолжала править до 987 года, когда Гуго был избран королём и основал династию Капетингов. Территория оставалась известной как Франсиа и её правители как rex Francorum («король франков») также в Средневековье.
Франция в средние века была децентрализованным, феодальным государством. В Бретани и Каталонии (ныне часть Испании) власть французского короля почти не чувствовалась. Лотарингия и Прованс были частью Священной Римской империи, а не Франции. Первоначально западнофранкские короли избирались светскими и церковными магнатами, но регулярная коронация старшего сына правящего короля во время жизни отца установила принцип мужского первородства, который стал кодифицированным в салическом законе. Во время позднего средневековья, короли Англии претендовали на французский престол, в результате чего произошел ряд конфликтов, известных как Столетняя война (1337—1453). Впоследствии Франция стремились распространить своё влияние в Италии, но потерпела поражение от Испании в последующих итальянских войнах (1494—1559).
Франция в начале современной эпохи становилась всё более централизованной, французский язык начал вытеснять другие языки из служебного пользования, и монарх расширил свою абсолютную власть. Хотя и в административной системе (старого режима, которая была осложнена историческими и региональными нарушениями в сфере налогообложения), и в правовой, судебных и церковных подразделениях сохранялся высокий уровень автономности, а также существовали местные прерогативы. Религиозно Франция разделилась на католическое большинство и протестантское меньшинство, гугенотов. После серии гражданских и религиозных войн (1562—1598) гугеноты получили некоторые права по Нантскому эдикту. Франция предъявила права на большую часть земель Северной Америки, известных под общим названием Новая Франция. Войны с Великобританией привели к потере значительной части этой территории в 1763 году. Во время Войны за Независимость США французская интервенция помогла обеспечить независимость нового государства — Соединенных Штатов Америки.
Французское королевство приняло письменную конституцию в 1791 году, но через год было ликвидировано и заменено Первой Французской республикой. Монархия была восстановлена в 1814 году и продолжалась, если не считать время Ста дней в 1815 году — до французской революции 1848 года.

## Политическая история
После Людовика IX Святого особенно важные успехи сделаны были королевской властью при Филиппе IV Красивом (1285—1314). Желая абсолютной монархии, он продолжал дело своих предшественников, собирая под своей властью отдельные большие феоды и расширяя свою власть.
Главная его забота была направлена на добывание денег, которые ему нужны были для войны с Англией за Гиень и Фландрию, где он завладел многими городами. Старых королевских доходов с доменов и феодальных платежей ему не хватало и для содержания чиновников и судей в провинциях, и он всякими правдами и неправдами увеличивал свои доходы, например перечеканивая хорошую монету в низкопробную. С той же целью он затеял процесс против ордена тамплиеров, владевшего во Франции множеством имений.
Из-за денежного же вопроса Филипп IV поссорился с папой римским Бонифацием VIII, который особой буллой запретил облагать духовенство податями без папского на то согласия. Филипп IV ответил запрещением вывоза из Франции денег. Распря кончилась победой короля. Преемник Бонифация VIII, француз Климент V, перенёс свою резиденцию в Авиньон, где папы жили около 70 лет.
В связи с распрей между Филиппом IV и папством находится и первое собрание французских государственных чинов, известных под названием Генеральных штатов.

### XIV век
В начале XIV века французский король был всего лишь только главой других феодальных государей и муниципальных республик (коммун). Чтобы издать какое-либо общее для всей Франции постановление, он должен был испрашивать согласие духовных и светских сеньоров и коммун, а для этого нужно было их собирать вместе. Филипп IV прибегнул к съездам государственных чинов для установления общих налогов; они же поддержали Филиппа в споре его с папой. Впоследствии штаты и делали попытки ограничить права короля в свою пользу, но не имели успеха, так как духовенство, дворянство и горожане, заседавшие отдельно, постоянно ссорились между собой.
После Филиппа IV царствовали недолго (1314—1328) три его сына: Людовик X, Филипп V и Карл IV; со смертью последнего прекратилась старшая линия Капетингов.
Уже в конце царствования Филиппа IV феодальные сеньоры стали вступать между собой в союзы, чтобы общими силами бороться с захватами королевской власти; это движение усилилось при сыновьях Филиппа IV. Сначала сеньоры нашли было поддержку в народе, недовольном королевскими чиновниками и новыми налогами; но когда народ увидел, что сеньоры хлопочут лишь о себе и о своём праве воевать друг с другом, прежний союз королевской власти с городами возобновился, в видах обуздания своеволия феодалов (один из сыновей Филиппа IV, Людовик X Сварливый, освободил крепостных в своих доменах).
В 1328 году французская корона перешла к фамилии графов Валуа, младшей линии Капетингов. Первые два короля новой династии показали себя настоящими феодальными сеньорами, не имевшими никакого понятия о новых задачах королевской власти во Франции. При них усилилась феодальная реакция, которая в середине XIV век довела крестьян до так называемой Жакерии — страшного восстания, во время которого погибло много дворян и сожжено было немало замков.

### Столетняя война
Феодальная реакция осложнилась войной с Англией, которая затянулась на сто с лишним лет (с 1337 до 1453 годы). После смерти сыновей Филиппа IV, английский король Эдуард III, как сын его дочери, выставил своё родство с ним как право на французский престол; но французы противопоставили ему так называемый салический закон, исключавший женщин из наследования.
Когда во Франции воцарился Филипп VI Валуа (1328—50), Эдуард III объявил ему войну. В битве при Креси (1346 год) французы потерпели полное поражение, за которым через несколько лет (1356), уже при втором короле из династии Валуа, Иоанне Добром (1350—1364), последовало и второе поражение — при Пуатье. Сам Иоанн Добрый был взят в плен; регентом королевства стал его сын, дофин (как стали называться французские наследные принцы по графству Дофинэ), Карл.
Чтобы получить денег для выкупа пленного короля и для продолжения войны, он собрал в Париже Генеральные штаты (1357 год), которые не замедлили напасть на неумелое ведение дел советниками короля. Главную роль в этой оппозиции играли представители городов, руководимые Этьенном Марселем. Штаты требовали, чтобы впредь их собирали ежегодно по два раза, и чтобы сбором денег в казну заведовали избранные штатами комиссары.
Эта программа не нашла, однако, поддержки в стране. Духовенство и дворянство не доверяли горожанам, да и среди самих горожан не было единодушия, так как каждый город жил и действовал особняком. Этьенн Марсель обратился тогда к революционному способу действий — образовал из торгового и ремесленного люда военную силу и даже задумал привлечь на свою сторону восставших в то же самое время крестьян. В Париже произошло народное возмущение, в котором видную роль играл Роберт Лекок, епископ лаонский. Дофин спасся бегством из мятежной столицы. Генеральные штаты, собранные им в другом месте, стали на сторону прежнего порядка. В то же время Жакерия была подавлена, а Марсель убит в одной уличной схватке.
Вскоре умер Иоанн; дофин стал королём под именем Карла V (1364—1380) и заслужил прозвание Мудрого; он старался улучшить внутренние порядки страны и продолжал войну с англичанами с большой осмотрительностью.

### XV век

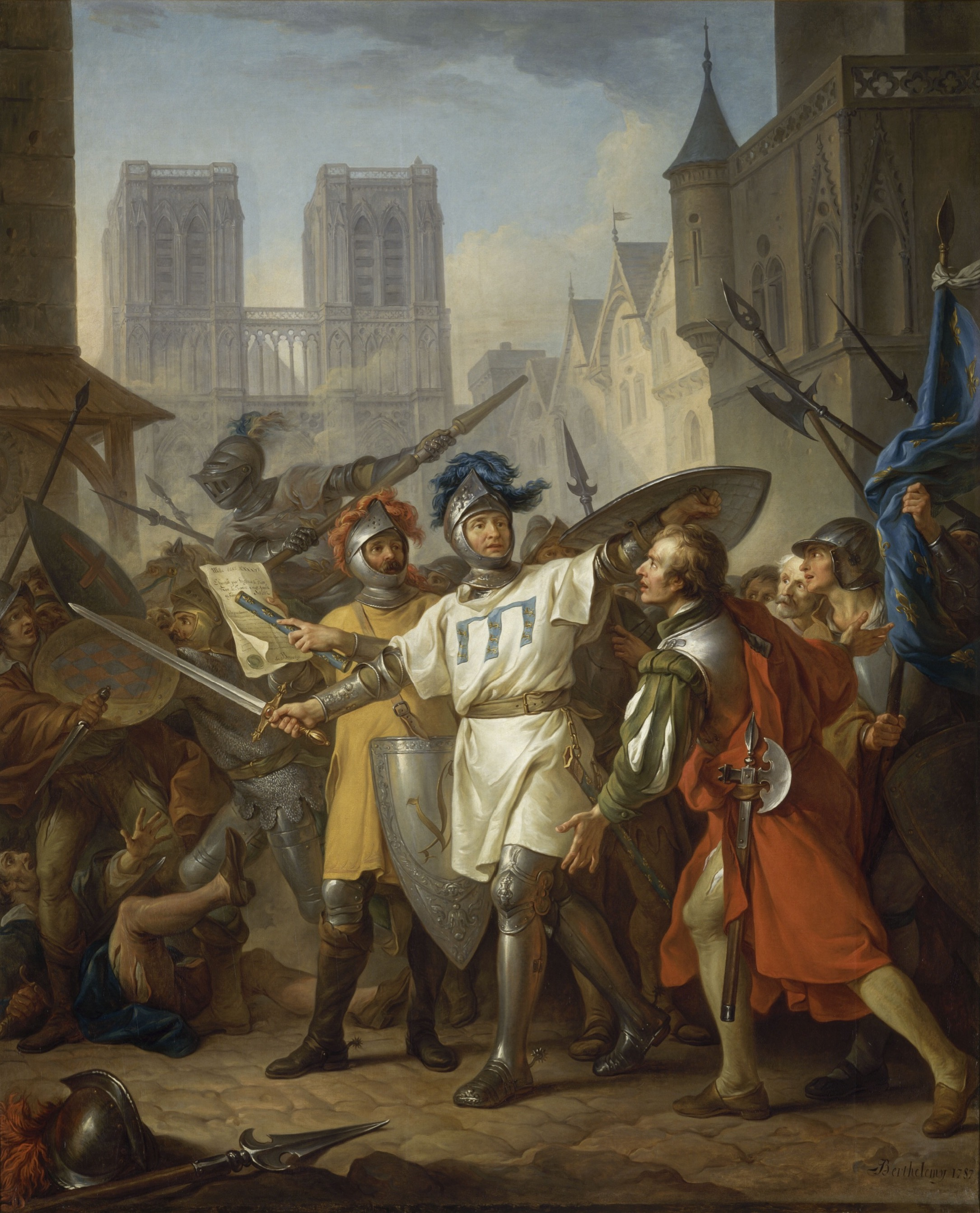
Жан-Симон Бартелеми. Вступление французской армии в Париж, 13 апреля 1436 год

При сыне Карла V, Карле VI, человеке совершенно неспособном и скоро потерявшем рассудок, дела опять пошли плохо; снова произошли внутренние смуты, во время которых английский король Генрих V ещё раз нанёс французам страшное поражение при Азенкуре (1415 год).
Англичане завоевали Нормандию и даже заняли Париж; английский король был объявлен наследником Карла VI.
После смерти обоих королей за французский престол началась борьба между английским королём Генрихом VI и дофином, принявшим имя Карла VII (1422—1461). Вся северная Франция была в это время в руках англичан, и они уже осадили Орлеан, бывший главным стратегическим пунктом в руках законного короля. Все эти бедствия были результатом аристократических междоусобий и разъединения высших классов с народом, который во многих местах даже переходил на сторону англичан, надеясь, что при них будет лучше.
Вскоре, однако, во Франции пробудился национальный патриотизм, когда в лотарингской деревушке Домреми появилась Жанна д'Арк, вызвавшая энтузиазм среди солдат и в народной массе. Под Орлеаном произошло сражение с англичанами, в котором Жанна личным примером воодушевляла войско. Англичане были оттеснены; Карл VII был проведён в Реймс, где над ним был совершён обряд коронования.
Война после этого продолжалась ещё несколько лет, и лишь мало-помалу Карл VII овладел всей Францией (между прочим — и Парижем); за англичанами же остался только один город Кале (1453 год).
Феодальная реакция в первой половине XIV век и столетняя англо-французская война на полтора столетия задержали развитие королевской власти во Франции. Хотя в это время многие крупные феоды и находились в руках членов королевского рода, но в сущности это скорее ослабляло монархию. В числе врагов Карла VI и Карла VII были герцоги бургундские, принадлежавшие к той же династии, но состоявшие в союзе с англичанами. Кроме сознания национального единства, впервые проявившегося при Жанне д’Арк, Францию спасали от нового раздробления генеральные штаты, лучшим временем которых были XIV век и первая половина XV века. Однако, попытка штатов превратить себя в главную и постоянную силу в стране не удалась; штаты все-таки представляли собой феодальное общество, с его сословным антагонизмом и областной разрозненностью.
Когда внешняя война окончилась, и установился внутренний порядок, королевская власть снова стала во главе национального объединения и государственного упорядочения Франции. Карл VII явился продолжателем дела последних Капетингов. Он завёл первое постоянное войско, для содержания которого был введён и постоянный налог — талья. Это нововведение поставило королевскую власть в совершённую независимость от вассалов и городов, с их дружинами и милициями, и позволило ей взимать налоги, не прибегая к созыву генеральных штатов. Карлу VII постоянное войско нужно было главным образом для борьбы с разбойничьими шайками, которые грабили страну и даже нападали на города.
В 1439 году генеральные штаты, собравшиеся в Орлеане, согласились на постоянный налог для содержания королевского войска, чем подписали себе смертный приговор: с середины XV века короли уже очень редко их созывали.
Другим успехом королевской власти при Карле VII было принятие церковным собором в Бурже (1438 год) постановлений Базельского собора, благоприятных для королевской власти и для национальной независимости. В этом смысле Карл VII издал прагматическую санкцию, ограничивавшую папское вмешательство в дела галликанской церкви.
Сын Карла VII, Людовик XI (1461—1483), будучи дофином, участвовал в феодальном восстании против военных преобразований короля и вообще сближался с его врагами, но, став королём, вступил в решительную борьбу с остатками старины. Ему удалось почти закончить собирание французских княжеств под единой властью короля (кроме Бретани и Наварры) и бесповоротно сокрушить политический феодализм.
Недовольные королём заключили против него Лигу общественного блага, которую поддерживал Карл Смелый, герцог бургундский. В борьбе с лигой Людовик XI потерпел сначала поражение, но потом оправился и стал нападать на своих врагов поодиночке. Особенно важна была его победа над Карлом Смелым. В состав владений этого герцога, кроме Бургундии, входили Франш-Конте и Нидерланды, он мечтал о новых завоеваниях и о превращении своих земель в самостоятельное королевство. Людовик XI расстроил его планы, поддержав восстания его собственных подданных и соединившись против него со швейцарцами. Карл Смелый потерпел поражение в трёх битвах и в последней из них (Битва при Нанси) сам был убит.
Людовик XI овладел Бургундией (другие земли Карла Смелого достались его дочери). Внутри страны он продолжал политику прежних королей, поддерживая городское сословие и стесняя дворянство. Обходя права Генеральных штатов, Людовик XI усиливал старые налоги и даже вводил новые. Во вновь приобретённых провинциях он поддерживал местные штаты, чтобы примирить эти области с потерей самостоятельности, но в то же время учреждал в них особые парламенты для ослабления судебной власти сеньоров. Преемниками Людовика XI были Карл VIII (1483—1498) и Людовик XII (1498—1515).

### XVI век
Они оба были женаты на наследнице Бретани, вследствие чего и это герцогство присоединилось к коронным землям Франции. Оба они предпринимали завоевание Италии, дав тем самым исход рыцарским стремлениям французского дворянства и объединив его в стремлении к общей цели. Карл имел намерение завоевать Италию, изгнать турок из Европы и освободить Иерусалим из рук неверных.
Опираясь на союз с миланским герцогом, он вступил в Италию, прошёл её с севера до юга и даже занял Неаполитанское королевство; но итальянские государства нашли поддержку в императоре Максимилиане I и испанском короле Фердинанде Католике, после чего французы должны были очистить полуостров.
Людовик XII предпринял новый поход и тоже овладел было Миланом и Неаполем, но и на этот раз французы встретили отпор со стороны большого международного союза (Священная лига, в состав которой вошли папа Юлий II, Венеция, Швейцария, император Максимилиан, Испания и Англия) и опять были изгнаны из Италии.
В третий раз Франция начала войну в первый же год царствования нового короля Франциска I (1515—1547). Воспользовавшись непрочностью священной лиги, он вступил в Италию и в сражении при Мариньяно разбил швейцарское ополчение, нанятое миланским герцогом.
Но у Франциска I появился опасный враг в лице императора Карла V. Войны между этими государями, наполняющие вторую четверть XVI века (1521—1544), были началом соперничества между Францией и династий Габсбургов, царствовавшей в Испании и Германии. Только что завоёванный Франциском I Милан считался леном империи, и Карл V признавал за собой право возвратить империи её достояние; как правнук Карла Смелого, он хотел, далее, вернуть своему дому Бургундию, отнятую Людовиком XI. Наконец, яблоком раздора являлось и маленькое королевство Наварра, лежавшее между Францией и Испанией.
Франциск I, государство которого по всем своим сухопутным границам примыкало к владениям Карла V, с ненавистью и страхом смотрел на выросшую около него политическую силу. Началась отчаянная борьба. Всех войн между Карлом V и Францией насчитывается четыре.
В этом столкновении принимали участие папа, английский король, Венеция и Швейцария. Сначала они были на стороне Карла V, когда дело шло об удалении французов из Италии, но потом, напуганные победами Карла, они помогали уже Франциску I, дабы поддержать нарушенное политическое равновесие.
В 1525 году при Павии французский король потерпел страшное поражение и, взятый в плен, был отправлен в Мадрид, где согласился на все условия, ему предложенные (отказ от Милана и возвращение Бургундии).
Мир, однако, был непродолжителен. В конце концов из борьбы победителем вышел император, хотя и вынужден был оставить Бургундию в руках своего соперника.
У Франциска I появился новый союзник в лице турецкого султана Сулеймана I.
Сын Франциска I, Генрих II (1547—1559), продолжал борьбу, начатую отцом. Он воспользовался возгоревшейся в Германии борьбой между императором и князьями и, вступив с ними в союз, явился на помощь к ним в решительную минуту. В виде вознаграждения за эту помощь Франция в начале пятидесятых годов получила от империи (но «без ущерба её правам») Мец, Туль и Верден.
Как раз в это время во Францию проникла из Германии и Швейцарии религиозная реформация. Она начала находить последователей среди французов ещё при Франциске I, и уже тогда протестантов стали подвергать жестокому гонению. Первые французские протестанты были сторонниками Лютера, но впоследствии здесь распространился кальвинизм, бывший по происхождению своему французской формой протестантизма.
Между Францией и Женевой, центром кальвинизма, существовали самые тесные связи, и протестантов во Франции стали называть гугенотами, когда в самой Женеве обозначалась партия, желавшая более тесного единения со швейцарским союзом (Eidgenossenschaft).
Временем наиболее быстрого распространения кальвинизма во Франции была вторая половина пятидесятых годов, то есть конец царствования Генриха II, который тоже преследовал протестантов. Особенность французской реформации заключалась в том, что протестантизм здесь принимали главным образом дворянство и горожане (последние — преимущественно в южной и юго-западной части страны), народную же массу кальвинизм затронул сравнительно мало: большинство нации осталось верным католицизму. Оба названных сословия вступили, под знаменем идей протестантизма, в борьбу с королевской властью, которая с середины XV век была почти абсолютной. Франциск I по Болонскому конкордату получил право замещать по своему усмотрению все высшие церковные должности и временно распоряжаться имуществами вакантных должностей. Благодаря этому, французские короли ещё до начала реформации подчинили себе национальное духовенство, чего многие другие государи могли достигнуть впоследствии лишь путём реформации. В протестантах и Франциск I, и Генрих II видели ослушников государственной власти и бунтовщиков, но это не мешало обоим королям помогать немецким протестантам, как союзникам своим в борьбе с Карлом V.
После смерти Генриха II произошло во Франции временное ослабление королевской власти: три царствовавших друг за другом сына этого государя были людьми совершенно ничтожными. Этим обстоятельством и малолетством Карла IX воспользовались дворянство и города, чтобы вернуть себе прежние феодальные и муниципальные вольности; кальвинизм, со своим политическим свободолюбием, пришёлся как раз к этому настроению дворян и горожан.
В царствование Франциска II (1559—1560), Карла IX (1560—74) и Генриха III (1574—89) большую роль играла хитрая и властолюбивая королева-мать, Екатерина Медичи, думавшая только о себе и вступавшая, поэтому, в союз то с одной, то с другой стороной. Во главе католиков стали герцоги Гизы, искавшие поддержки у Испании, во главе гугенотов — Бурбоны, ведшие свой род от Людовика Святого и владевшие на юге королевством Наваррским (большая часть которого была, впрочем, присоединена к Испании).
Сначала Екатерина Медичи сделала некоторые уступки протестантам, но это не понравилось католикам. Избиение безоружных гугенотов в Васси послужило началом целого ряда религиозных войн. Между враждующими сторонами несколько раз заключались мирные договоры, но они постоянно нарушались, и в общей сложности период религиозных войн охватывает около тридцати пяти лет (1562—1598).
Самым примечательным их эпизодом была Варфоломеевская ночь или «парижская кровавая свадьба» в конце царствования Карла IX. Постоянные колебания правительственной политики заставили наиболее ревностных католиков вести борьбу с гугенотами на свой страх, образовав лигу, во главе которой стал Генрих Гиз. Вся сила этой организации была в городах северной Франции, соединившихся с фанатическим населением Парижа. Лигисты призвали на помощь Филиппа II Испанского, и он прислал им военные отряды. Генрих III был недоволен образованием такой независимой от него силы и вступил в борьбу с Генрихом Гизом; в столице вспыхнуло восстание, улицы покрылись баррикадами, и Генриху III пришлось спасаться бегством. Не видя ниоткуда помощи, он решился умертвить Гиза, смерть которого только ещё более разожгла страсти. Фанатические проповедники лиги стали открыто говорить и писать, что королей, не желающих вполне подчиняться церкви, следует убивать. Это учение вообще развивалось иезуитами, которые, в случае надобности, становились прямо на точку зрения народовластия (см. Монархомахи). В лагерь Генриха III прокрался католический фанатик (Жак Клеман) и умертвил короля (1589 год).
Со смертью Генриха III прекратилась династия Валуа, и престол должен был перейти к вождю кальвинистов, Генриху Бурбону. Лига не хотела признавать своим королём «еретика»; её сопротивлению деятельно помогал своими войсками Филипп II, стремившийся получить французский престол для своей дочери. Гизы тоже были не прочь посадить на трон одного из своих. Губернаторы отдельных провинций мечтали о закреплении за собой своих провинций в наследственное управление, а менее значительное дворянство — о возвращении к временам феодальной анархии. В городах тоже стремились вернуть себе прежнюю независимость.
Новому королю Генриху IV (1589—1610) пришлось прямо завоёвывать своё королевство. Уже раньше во Франции образовалась партия политиков, как стали называться католики, не желавшие преследований за веру. В них Генрих IV нашёл деятельную поддержку.
Разбив лигистов, он осадил Париж, которому помогали испанские войска из Нидерландов. Так как столица долго не сдавалась, то Генрих IV, находя, что «за Париж стоит заплатить обедней», снова принял католицизм, дабы быть одной веры с большинством подданных (1593 год). После этого Париж открыл ему свои ворота и лига подчинилась.
Мятежные губернаторы были тоже побеждены или отступились от своих притязаний за деньги. Переход Генриха IV в католицизм встревожил гугенотов, имевших совершенно республиканскую организацию и даже думавших стать под покровительство английской королевы. Король вступил с ними в переговоры и в 1598 году издал знаменитый Нантский эдикт, установивший во Франции веротерпимость.
Кальвинисты были уравнены во всех правах с католиками, но протестантское богослужение разрешалось лишь в замках более важных дворян — для них самих, их слуг и всех людей, зависевших от их судебной власти, а в замках дворян менее важных — лишь для их домашних; для остальных протестантов богослужение могло совершаться только в двух городах каждого судебного округа (в Париже оно было запрещено). Таким образом в делах веры Нантский эдикт признавал сословные привилегии, — и это вполне соответствовало более сословному характеру французского протестантизма. Церковная организация кальвинистов была удержана, и им разрешено было созывать политические собрания. В обеспечение того, что эдикт будет исполняться, Генрих IV оставил в распоряжении протестантов несколько крепостей (Ла-Рошель и др.), подчинив их гарнизоны протестантским начальникам.
Внешнюю политику своего государства Генрих IV возвратил к направлению, данному ей Франциском I и Генрихом II. Главным лозунгом этой политики была борьба с Габсбургами. Сподвижник и министр короля, герцог Сюлли, сообщает даже, что Генрих IV составил целый план политического переустройства Западной Европы, с новыми границами отдельных государств и установлением новых между ними отношений. При этом более всего выиграть должна была Франция, более всех проиграть — Габсбурги. Несомненно, что Генрих IV собирался вмешаться в германские дела, грозившие в это время войной.

### XVII век
В начале XVII века Франция разделилась на протестантскую унию и католическую лигу; последняя признала своим протектором короля испанского, а протестанты соединились с Генрихом IV, который уже собирался в поход, чтобы помочь своим германским союзникам, когда был убит фанатическим католиком Равальяком.
За малолетством сына Генриха IV, Людовика XIII (1610—1643), Францией, в качестве регентши, управляла мать короля, Мария Медичи, совершенно изменившая планам своего мужа и подчинившая свою политику видам Испании.
Решительный поворот к антигабсбургскому направлению совершился лишь со вступлением во власть Ришельё, вмешавшегося в Тридцатилетнюю войну с целью оказания помощи протестантам и ослабления Габсбургов.
Когда после смерти Ришельё (1642) и Людовика XIII, в малолетство Людовика XIV, во Франции произошли смуты, ими задумала воспользоваться Испания и начала с Францией войну; но преемник Ришельё на министерском посту, кардинал Мазарини, привёл эту войну к счастливому окончанию.
По Вестфальскому миру 1648 года, Франция укрепила за собой «три епископства» и приобрела большую часть Эльзаса, по Пиренейскому миру 1659 года — часть Люксембурга, Руссильон, Артуа и Геннегау. После этого Франция надолго стала первенствующим государством Европы. Одновременно с этим она окончательно превратилась в абсолютную монархию.

## Общее описание ситуации
Попытка генеральных штатов в эпоху религиозных войн ограничить королевскую власть не удалась. Этому помешали стремление знати вернуться к феодальному раздроблению и желание городов восстановить свою былую независимость, тогда как генеральные штаты всё же могли быть только центральной властью.
С другой стороны, высшие сословия и горожане враждовали между собой. Народ тяготился своеволием дворян и междоусобиями и готов был поддерживать власть, которая спасала его от анархии. Генрих IV совсем не созывал генеральных штатов; после него они были собраны всего лишь один раз. Задачей своего правительства он поставил улучшение экономического благосостояния страны и государственных финансов. Ему помогал министр Сюлли, суровый и честный гугенот. Они заботились о поднятии земледелия и промышленности, об облегчении податной тяжести, о внесении большего порядка в финансовое управление, но не успели сделать что-либо существенное.
Во время малолетства Людовика XIII, в 1614 году, созваны были, для прекращения беспорядков в управлении, генеральные штаты. Третье сословие выступило с целой программой преобразований: оно хотело, чтобы государственные чины созывались в определённые сроки, чтобы привилегии духовенства и дворянства были отменены и налоги падали на всех более равномерно, чтобы правительство перестало покупать покорность вельмож денежными раздачами, чтобы были прекращены произвольные аресты и т. п. Высшее духовенство и дворянство были крайне недовольны такими заявлениями и протестовали против слов оратора третьего сословия, сравнившего три сословия с тремя сыновьями одного отца. Привилегированные же говорили, что не хотят признавать своими братьями людей, которые могут быть названы скорее их слугами. Не сделав ничего, штаты были распущены и после этого не созывались в течение 175 лет.

### Ришельё
На этом же собрании выдвинулся, в качестве депутата от духовного сословия, епископ люсонский (впоследствии кардинал) Ришельё. Через несколько лет он стал главным советником и всесильным министром Людовика XIII, и в течение почти двадцати лет управлял Францией, с неограниченной властью.
Ришельё окончательно утвердил систему абсолютизма во французской монархии. Целью всех его помышлений и стремлений были сила и могущество государства; этой цели он готов был приносить в жертву все остальное. Он не допускал вмешательства Римской курии во внутренние дела Франции и ради интересов французской монархии принял участие в тридцатилетней войне (максимально долго оттягивая вступление Франции в неё, до тех пор, пока не были преодолены внутренние проблемы государства), в которой стоял на стороне протестантов.

### Внутренняя политикаРишельё
Внутренняя политика Ришельё также не имела вероисповедного характера. Его борьба с протестантами окончилась «Миром милости», сохранившим свободу вероисповедания для гугенотов, но лишившим их всех крепостей и гарнизонов, и фактически уничтожив гугенотское «государство в государстве». По происхождению Ришельё был дворянином, но его заветной мечтой было заставить дворян служить государству за те привилегии и земли, которыми они владели. Дворянство Ришельё считал основной опорой государства, что указано в его «Политическом завещании», но требовал от него обязательной военной службы государству, иначе же предлагал лишать их дворянских привилегий.
Чтобы следить за действиями вельмож-губернаторов, привыкших смотреть на себя, как на своего рода наследников феодальных герцогов и графов, Ришельё посылал в провинции особых королевских комиссаров. На эти должности Ришельё выбирал людей из мелкого дворянства или горожан. А из должности комиссара медленно, но верно возникла постоянная должность интендантов.
Укреплённые замки дворянства в провинциях были срыты, а дуэли, сильно распространившиеся среди дворян, запрещены под страхом смертной казни. Такие меры располагали народ в пользу кардинала Ришельё, но дворяне его ненавидели, вели против него придворные интриги, составляли заговоры, даже оказывали сопротивление с оружием в руках. Несколько герцогов и графов сложили голову на плахе. Ришельё, однако, не отнимал у дворянства той власти, которую оно имело над народом: привилегии дворянства по отношению к третьему сословию и его права над крестьянами остались неприкосновенными.

#### Религиозная политика Ришельё
Не мог помириться Ришельё и с гугенотской организацией, представлявшей собой государство в государстве. Французские протестанты на своих окружных собраниях и на национальном синоде реформатской церкви нередко принимали чисто политические решения, вступали даже в переговоры с иностранными правительствами, имели свою казну, распоряжались многими крепостями и не всегда оказывались покорными правительству.
Ришельё в самом начале своего правления решился всё это отменить. Последовала война с гугенотами, в которой они получили помощь со стороны английского короля Карла I. После неимоверных усилий Ришельё взял их главную крепость, Ла-Рошель, а затем победил их и на других пунктах. Он оставил за ними все их религиозные права, отняв только крепости и право политических собраний (1629 год).
Строя государство нового времени на развалинах старого средневекового здания сословной монархии, Ришельё заботился больше всего о сосредоточении всего управления в столице. Он учредил вполне зависимый от правительства государственный совет для решения всех важнейших дел. В некоторых провинциях он уничтожил местные штаты, состоявшие из представителей духовенства, дворянства и горожан, и везде, при помощи интендантов, вводил строгое подчинение провинций центру. Старые законы и обычаи его нисколько не стесняли; вообще, он пользовался своей властью с величайшим произволом. Суды утратили при нём независимость; он часто извлекал разные дела из их ведения, для рассмотрения в чрезвычайных комиссиях или даже личного своего решения.
Ришельё хотел подчинить государству даже литературу и создал Французскую академию, которая должна была направлять поэзию и критику по желательной для правительства дороге.

#### Фронда
Людовик XIII лишь несколькими месяцами пережил своего министра, и престол перешёл к его сыну, Людовику XIV (1643—1715 годы), во время малолетства которого управляли мать его, Анна Австрийская, и кардинал Мазарини, продолжатель политики Ришельё. Это время было ознаменовано смутами, совпавшими с первой английской революцией, но не имевшими её серьёзного характера; они даже получили название фронды от имени одной детской игры.
В этом движении участвовали парижский парламент, высшая знать и народ, но между ними не только не было единодушия — они враждовали друг с другом и переходили с одной стороны на другую. Парижский парламент, бывший в сущности лишь высшим судом и состоявший из наследственных чинов (вследствие продажности должностей), выставил несколько общих требований касательно независимости суда и личной неприкосновенности подданных и желал присвоить себе право утверждения новых налогов, то есть получить права государственных чинов. Кардинал Мазарини приказал арестовать наиболее видных членов парламента; население Парижа построило баррикады и начало восстание. В эту междоусобную войну вмешались принцы крови и представители высшей знати, желавшие удалить Мазарини и захватить власть или, по крайней мере, вынудить у правительства денежные раздачи. Глава фронды, принц Конде, разбитый королевским войском под начальством Тюренна, бежал в Испанию и продолжал вести войну в союзе с последней.

### Людовик XIV
Дело кончилось победой кардинала Мазарини, но молодой король вынес из этой борьбы крайне печальные воспоминания. После смерти кардинала Мазарини (1661 год) Людовик XIV лично стал править государством. Смуты фронды и английская революция внушили ему ненависть ко всякому проявлению общественной самодеятельности, и он всю жизнь стремился к всё большему и большему укреплению королевской власти. Ему приписывают слова: «Государство — это я», и на деле он действовал вполне сообразно с этим изречением.
Духовенство во Франции ещё со времени конкордата 1516 года было в полной зависимости от короля, а дворянство было усмирено усилиями кардиналов Ришельё и Мазарини. При Людовике XIV феодальная аристократия вполне превратилась в придворную знать. Король оставил за дворянством все его тягостные для народа права и привилегии, но совершенно подчинил его своей власти, привлекши его к придворной жизни хорошо оплачиваемыми должностями, денежными подарками и пенсиями, внешним почётом, роскошью обстановки, весельем светского времяпрепровождения.
Не любя Париж, с которым были связаны тяжёлые воспоминания детства, Людовик XIV создал себе недалеко от него особую резиденцию, чисто придворный город — Версаль, построил в нём громаднейший дворец, завёл сады и парки, искусственные водоёмы и фонтаны. В Версале шла шумная и весёлая жизнь, тон которой задавали королевские фаворитки Луиза де Лавальер и Монтеспан. Только в старости короля, когда на него больше всего оказывала влияние госпожа Ментенон, Версаль стал превращаться в подобие монастыря. Версальскому двору стали подражать в других столицах; французский язык, французские моды, французские манеры распространились в высшем обществе всей Европы.
В царствование Людовика XIV стала господствовать в Европе и французская литература, также принявшая чисто придворный характер. И раньше во Франции существовали среди аристократии покровители писателей и художников, но с середины XVII века главным, и даже почти единственным, меценатом стал сам король. В первые годы своего правления Людовик XIV назначил государственные пенсии очень многим французским и даже некоторым иностранным писателям и основал новые академии («надписей и медалей», живописи, скульптуры, наук), но требовал при этом, чтобы писатели и художники прославляли его царствование и не отступали от принятых мнений.

#### Министры Людовика XIV
Царствование Людовика XIV было богато на замечательных государственных людей и полководцев.
В первой его половине особенно важное значение имела деятельность Кольбера, генерального контролёра, то есть министра финансов. Кольбер поставил своей задачей поднять народное благосостояние, но, в противность Сюлли, полагавшему, что Франция должна быть прежде всего страной земледелия и скотоводства, Кольбер был сторонником обрабатывающей промышленности и торговли. Никто до Кольбера не приводил меркантилизма в такую строгую, последовательную систему, какая господствовала при нём во Франции. Обрабатывающая промышленность пользовалась всякого рода поощрениями. Вследствие высоких пошлин, товары из-за границы почти перестали проникать во Францию. Кольбер основывал казённые фабрики, выписывал из-за границы разного рода мастеров, выдавал предпринимателям казённые субсидии или ссуды, строил дороги и каналы, поощрял торговые компании и частную предприимчивость в колониях, трудился над созданием коммерческого и военного флота. В управление финансами он старался ввести больше порядка и первый начал составлять на каждый год правильный бюджет. Им предпринято было кое-что и для облегчения народа от податных тягостей, но главное внимание он обратил на развитие косвенных налогов, для увеличения средств казны. Людовик XIV, однако, не особенно любил Кольбера, за его экономию.
Гораздо большим его сочувствием пользовался военный министр Лувуа, тративший средства, которые собирал Кольбер. Лувуа увеличил французскую армию почти до полумиллиона, она была лучшей в Европе по вооружению, обмундированию и обучению. Он же завёл казармы и провиантские магазины и положил начало специально-военному образованию.
Во главе армии стояло несколько первоклассных полководцев (Конде, Тюренн и другие). Маршал Вобан, замечательный инженер, построил на границах Франции ряд прекрасных крепостей. В области дипломатии особенно отличался Гюг де Лионн.

#### Внутренняя политика Людовика XIV
Внешний блеск царствования Людовика XIV страшно истощил силы населения, которое временами очень бедствовало, особенно во вторую половину царствования, когда Людовика XIV окружали в основном бездарности или посредственности. Король хотел, чтобы все министры были простыми его приказчиками, и отдавал предпочтение льстецам перед сколько-нибудь независимыми советниками. Кольбер впал у него в немилость, как и Вобан, осмелившийся заговорить о бедственном положении народа. Сосредоточивая управление всеми делами в своих руках или в руках министров, Людовик XIV окончательно утвердил во Франции систему бюрократической централизации. Идя по стопам Ришельё и Мазарини, он уничтожил в некоторых областях провинциальные штаты и отменил остатки самоуправления в городах; все местные дела решались теперь в столице или же королевскими чиновниками, действовавшими по инструкциям и под контролем правительства. Провинции управлялись интендантами, которых в XVIII веке часто сравнивали с персидскими сатрапами или турецкими пашами. Интендант занимался всем и вмешивался во все: в его ведении находились полиция и суд, набор войска и взимание налогов, земледелие и промышленность с торговлей, учебные заведения и религиозные дела гугенотов и евреев. В управлении страной все подводилось под одну мерку, но лишь настолько, насколько это нужно было для усиления центрального правительства; во всем остальном в провинциальном быту царствовало унаследованное от эпохи феодального раздробления чисто хаотическое разнообразие устарелых законов и привилегий, нередко стеснявших развитие народной жизни.
Обращено было внимание и на благоустройство. Полиция получила обширные права. Её ведению подлежали книжная цензура, наблюдение за протестантами и т. п.; во многих случаях она заступала место правильного суда. В это время появились во Франции так называемые lettres de cachet — бланковые приказы о заключении в тюрьму, за королевской подписью и с пробелом для вписания того или другого имени.
Стесняя права церкви по отношению к королевской власти и расширяя их по отношению к нации, Людовик XIV поссорился с папой (Иннокентием XI) из-за назначения на епископские должности и собрал в Париже национальный собор (1682), на котором Боссюэт провёл четыре положения о вольностях галликанской церкви (папа не имеет власти в светских делах; вселенский собор выше папы; у французской церкви есть свои законы; папские постановления в делах веры получают силу лишь с одобрения церкви). Галликанство ставило французское духовенство в довольно независимое положение по отношению к папе, но зато усиливало власть над духовенством самого короля.
Вообще, Людовик XIV был правоверным католиком, дружил с иезуитами и хотел, чтобы все его подданные были католиками, отступая в этом отношении от веротерпимости Ришельё. Среди самих католиков было много недовольных безнравственными учениями иезуитизма; образовалась даже враждебная им партия янсенистов, до некоторой степени усвоившая взгляд протестантов на значение благодати Божией. Людовик XIV поднял на это направление настоящее гонение, действуя на этот раз в полном единомыслии с папством. Особенно проявил он свою религиозную исключительность в отношении к протестантам. С самого начала царствования он их стеснял разными способами, чем заставил почти всю гугенотскую аристократию вернуться в лоно католической церкви. В 1685 году он совсем отменил Нантский эдикт. Для насильственного обращения гугенотов были пущены в ход военные постои в их жилищах (драгонады), а когда гонимые за веру стали эмигрировать, их ловили и вешали.
В Севеннах произошло восстание, но его скоро подавили жесточайшим образом. Многим гугенотам удалось спастись бегством в Голландию, Швейцарию, Германию и североамериканские колонии, куда они принесли с собой свои капиталы и своё искусство в ремёслах и промышленности, так что отмена нантского эдикта и в материальном отношении была невыгодна для Франции. Гугенотские эмигранты, нашедшие приют в Голландии, стали писать и издавать сочинения, в которых нападали на всю систему Людовика XIV.

#### Войны Людовика XIV

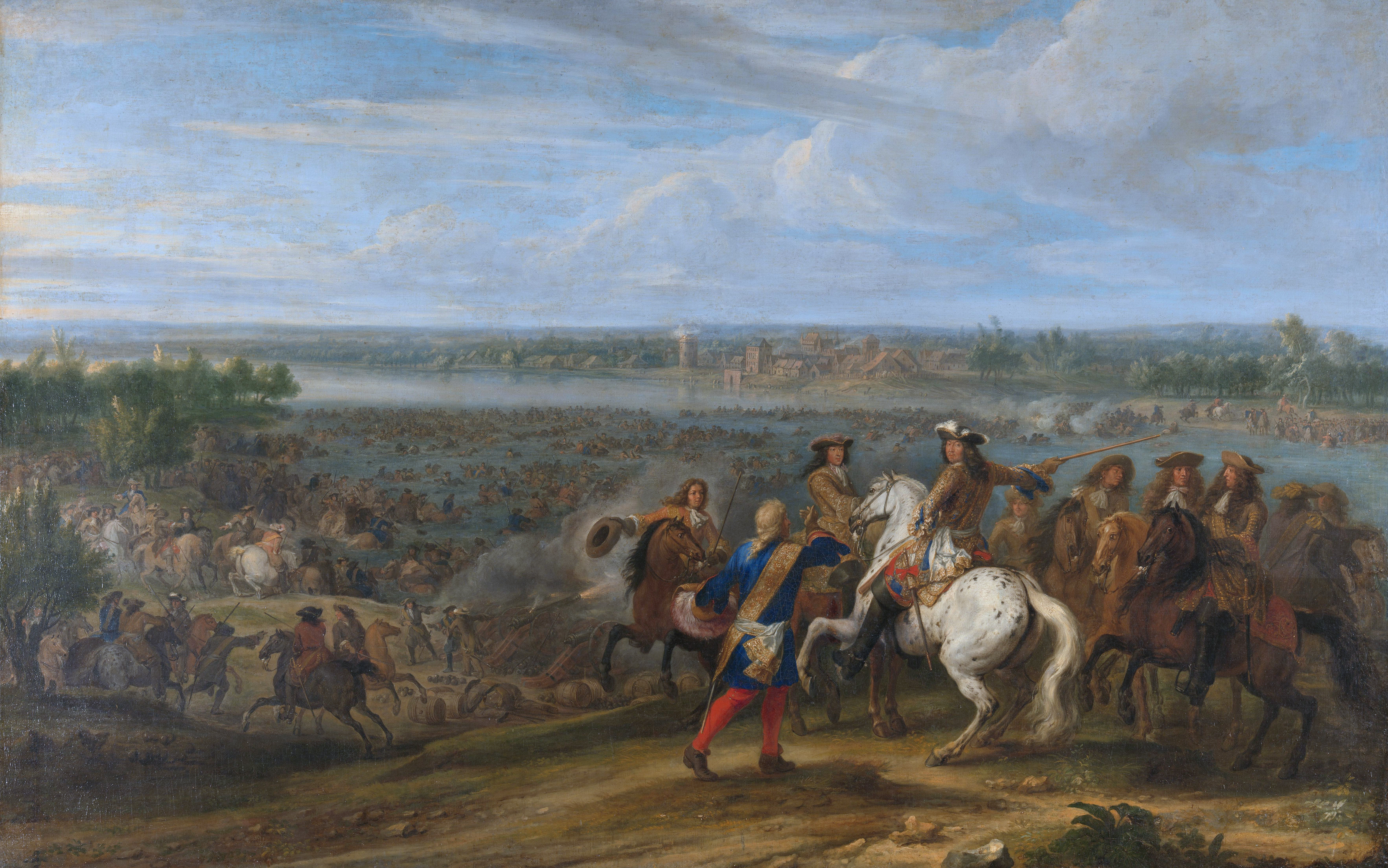
Армия Людовика XIV вторгается в Нидерланды, 12 июня 1672 года.

Во внешней политике Франции при Людовике XIV продолжала играть роль, созданную ей Ришельё и Мазарини. Ослабление обеих габсбургских держав — Австрии и Испании — после тридцатилетней войны открывало для Людовика возможность расширить границы своего государства, страдавшего, после только что сделанных приобретений, чересполосицей.
Пиренейский мир был скреплён браком молодого французского короля с дочерью короля испанского Филиппа IV, что впоследствии дало Людовику XIV повод предъявить притязания на испанские владения, как на наследство своей жены. Его дипломатия ревностно работала над тем, чтобы во всех отношениях утвердить первенство Франции. Людовик XIV совсем не церемонился с мелкими государствами, когда имел основание быть ими недовольным. В пятидесятых годах XVII века, когда Англией правил Кромвель, Франции ещё приходилось считаться с её выдающимся международным положением, но в 1660 году произошла реставрация Стюартов, а в них Людовик XIV нашёл людей, которые готовы были за денежные субсидии вполне следовать его планам.
Притязания Людовика XIV, грозившие политическому равновесию и независимости других народов, встречали постоянный отпор со стороны коалиций между государствами, не бывшими в состоянии поодиночке бороться с Францией. Главную роль во всех этих коалициях играла Голландия. Кольбер обнародовал тариф, облагавший ввоз голландских товаров во Францию весьма высокими пошлинами. На эту меру республика ответила исключением французских товаров со своих рынков. С другой стороны, около того же времени Людовик XIV задумал овладеть испанскими Нидерландами (Бельгией), а это грозило политическим интересам Голландии: ей выгоднее было жить в соседстве с провинцией далёкой и слабой Испании, чем в непосредственном соприкосновении с могущественной честолюбивой Францией.
Вскоре после первой войны, которую Голландии пришлось вести против Людовика XIV, штатгальтером республики стал энергичный Вильгельм III Оранский, которому преимущественно и были обязаны своим возникновением коалиции против Людовика XIV. Первая война Людовика XIV, известная под названием деволюционной, была вызвана его намерением завладеть Бельгией. Этому воспротивилась Голландия, заключившая против Франции тройственный союз с Англией и Швецией. Война была непродолжительна (1667—1668 годы) и окончилась ахенским миром; Людовик XIV вынужден был ограничиться присоединением нескольких пограничных крепостей со стороны Бельгии (Лилль и др.).
В следующие годы французской дипломатии удалось отвлечь Швецию от тройственного союза и совершенно перетянуть на свою сторону английского короля Карла II. Тогда Людовик XIV начал вторую свою войну (1672—1679 годы), совершив вторжение в Голландию с большой армией и имея под своим начальством Тюренна и Конде. Французское войско искусно обогнуло голландские крепости и чуть не взяло Амстердам. Голландцы прорвали плотины и затопили низменные части страны; их корабли нанесли поражение соединённому англо-французскому флоту.
На помощь к Голландии поспешил курфюрст бранденбургский Фридрих-Вильгельм, опасаясь за свои прирейнские владения и за судьбу протестантизма в Германии. Фридрих-Вильгельм склонил к войне с Францией и императора Леопольда I; позже к противникам Людовика XIV присоединились Испания и вся империя.
Главным театром войны сделались области по среднему течению Рейна, где французы варварски опустошили Пфальц. В скором времени Англия оставила своего союзника: парламент принудил короля и министерство прекратить войну. Людовик XIV побудил шведов напасть из Померании на Бранденбург, но они были разбиты при Фербеллине. Война окончилась нимвегенским миром (1679 год). Голландии были возвращены все сделанные французами завоевания; Людовик XIV получил вознаграждение от Испании, отдавшей ему Франш-Конте и несколько пограничных городов в Бельгии.
Король был теперь на верху могущества и славы. Пользуясь полным разложением Германии, он самовластно стал присоединять к французской территории пограничные местности, которые на разных основаниях признавал своими. Были даже учреждены особые присоединительные палаты (chambres des réunions) для исследования вопроса о правах Франции на те или другие местности, принадлежавшие Германии или Испании (Люксембург). Между прочим, среди глубокого мира Людовик ΧΙV произвольно занял имперский город Страсбург и присоединил его к своим владениям (1681 год).
Безнаказанности таких захватов как нельзя более благоприятствовало тогдашнее положение империи. Бессилие Испании и Австрии перед Людовиком XIV выразилось далее в формальном договоре, заключённом ими с Францией в Регенсбурге (1684): он устанавливал перемирие на двадцать лет и признавал за Францией все сделанные ею захваты, лишь бы не производилось новых.
В 1686 году Вильгельму Оранскому удалось заключить против Людовика XIV тайный оборонительный союз («аугсбургская лига»), охвативший почти всю Западную Европу. В этой коалиции приняли участие император, Испания, Швеция, Голландия, Савойя, некоторые немецкие курфюрсты и итальянские государи. Даже папа Иннокентий XI благоприятствовал видам союза. Недоставало в нём одной Англии, но вторая английская революция (1689), окончившаяся возведением на престол Вильгельма Оранского, отторгла и это государство от союза с Францией. Между тем, Людовик XIV под разными предлогами сделал новое нападение на прирейнские земли и овладел почти всей страной от Базеля до Голландии. Это было началом третьей войны, продолжавшейся десять лет (1688—1697) и страшно истощившей обе стороны. Окончилась она в 1697 году рисвикским миром, по которому Франция удержала за собой Страсбург и некоторые другие «присоединения».
Четвёртая, и последняя, война Людовика XIV (1700—14) носит название войны за испанское наследство. Со смертью короля испанского Карла II должна была пресечься испанская линия Габсбургов. Отсюда возникли планы дележа испанских владений между разными претендентами, о чём Людовик XIV вёл переговоры с Англией и Голландией. В конце концов он предпочёл, однако, овладеть всей испанской монархией и с этой целью добился от Карла II завещания, провозглашавшего наследником испанского престола одного из внуков Людовика XIV, Филиппа Анжуйского, под условием, чтобы никогда французская и испанская короны не соединялись в одном и том же лице.
На испанский престол явился и другой претендент, в лице эрцгерцога Карла, второго сына императора Леопольда I. Едва умер Карл II (1700 год), Людовик XIV двинул свои войска в Испанию, для поддержания прав своего внука, Филиппа V, но встретил отпор со стороны новой европейской коалиции, состоявшей из Англии, Голландии, Австрии, Бранденбурга и большинства германских князей. На стороне Людовика XIV находились сначала Савойя и Португалия, но вскоре и они перешли в лагерь его врагов; в Германии его союзниками были лишь курфюрст баварский, которому Людовик XIV обещал испанские Нидерланды и Пфальц, да архиепископ кёльнский.
Война за испанское наследство велась с переменным успехом; главным её театром были Нидерланды, с прилегающими частями Франции и Германии. В Италии и Испании перевес брала то одна, то другая сторона; в Германии и Нидерландах французы терпели одно поражение за другим, и к концу войны положение Людовика XIV сделалось крайне стеснительным. Страна была разорена, народ голодал, казна была пуста; однажды отряд неприятельской конницы появился даже в виду Версаля. Престарелый король стал просить мира. В 1713 году Франция и Англия заключили между собой мир в Утрехте; Голландия, Пруссия, Савойя и Португалия скоро примкнули к этому договору. Карл VI и большая часть имперских князей, принимавших участие в войне, продолжали вести её ещё около года, но французы перешли в наступление и заставили императора в раштаттском договоре признать условия Утрехтского мира (1714). В следующем году Людовик XIV умер.

### Людовик XV

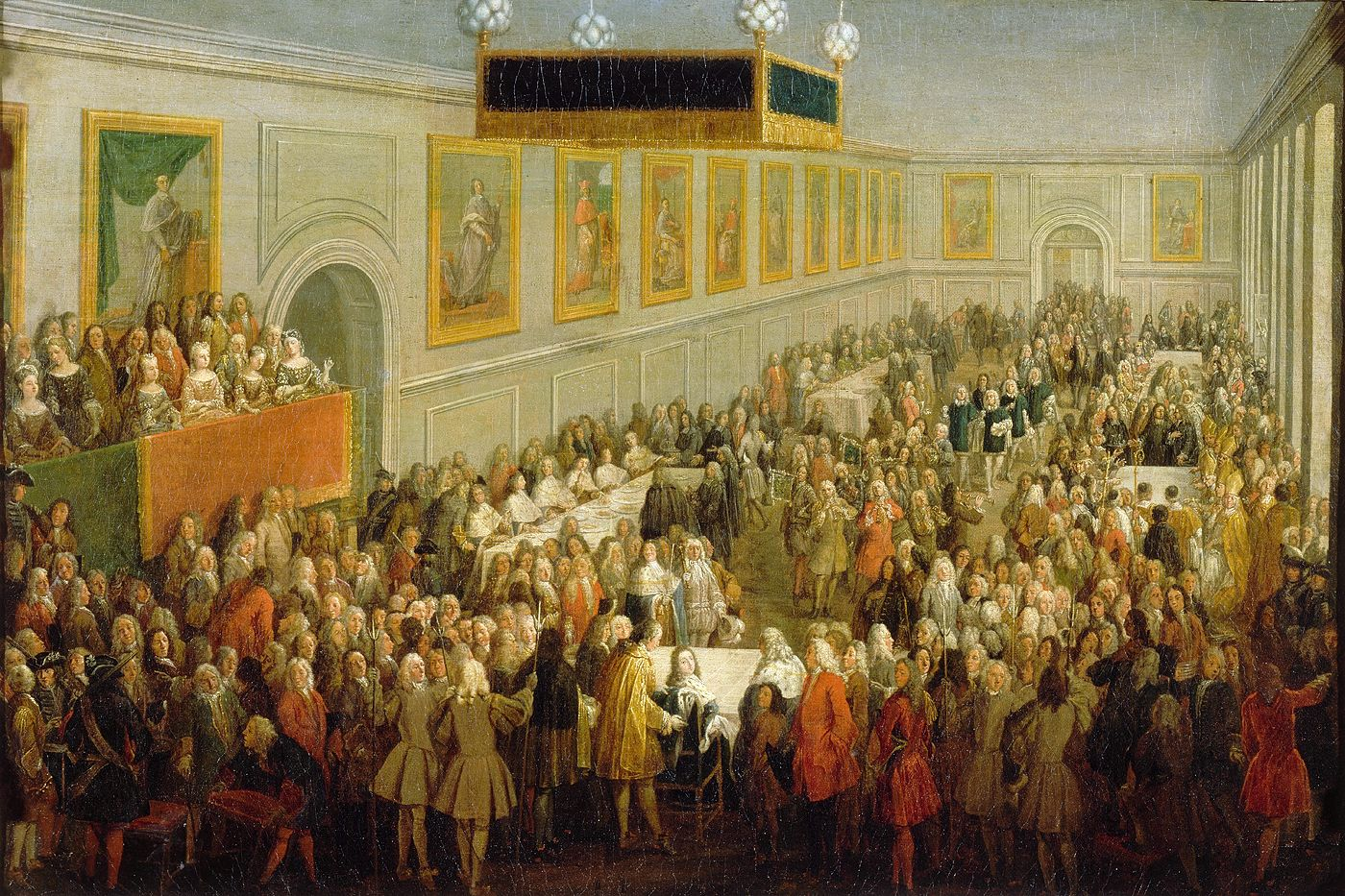
Пир по случаю коронации Людовика XV в Реймсе 25 октября 1722 года

Три четверти XVIII века, протёкшие от смерти Людовика XIV до начала революции (1715—1789), были заняты двумя царствованиями: Людовика XV (1715—1774) и Людовика XVI (1774—1792). Это было временем развития французской просветительной литературы, но вместе с тем и эпохой потери Францией прежнего значения в делах международной политики и полного внутреннего разложения и упадка. Система Людовика XIV привела страну к совершённому разорению, под бременем тяжёлых налогов, громадного государственного долга и постоянных дефицитов. Реакционный католицизм, одержавший победу над протестантизмом после отмены нантского эдикта, и абсолютизм, убивавший все самостоятельные учреждения, но подчинившийся влиянию придворной знати, продолжали господствовать во Франции и в XVIII веке, то есть в то самое время, когда эта страна была главным очагом новых идей, а за её границами государи и министры действовали в духе просвещённого абсолютизма. И Людовик XV, и Людовик XVI были люди беспечные, не знавшие иной жизни, кроме придворной; они ничего не сделали для улучшения общего положения дел.
До середины XVIII века все французы, желавшие преобразований и ясно понимавшие их необходимость, возлагали свои надежды на королевскую власть, как на единственную силу, которая была бы в состоянии произвести реформы; так думали и Вольтер, и физиократы. Когда, однако, общество увидело, что ожидания его были напрасны, оно стало относиться к этой власти отрицательно; распространились идеи политической свободы, выразителями которых были Монтескьё и Руссо. Это сделало задачу французского правительства ещё более трудной.
В начале царствования Людовика XV, который приходился Людовику XIV правнуком, за малолетством короля управлял Францией герцог Орлеанский Филипп. Эпоха регентства (1715—1723) ознаменована легкомыслием и развращённостью представителей власти и высшего общества. В это время Франция пережила сильное экономическое потрясение, ещё более расстроившее дела, которые и без того были в печальном положении (см. Ло, Джон и крах Banque générale).
Когда Людовик XV пришёл в совершённый возраст, он сам мало интересовался и занимался делами. Он любил одни светские развлечения и с особенным вниманием относился только к придворным интригам, поручая дела министрам и руководствуюсь при их назначении и смещении капризами своих фавориток. Из последних своим влиянием на короля и своими безумными тратами особенно выдавалась маркиза Помпадур, вмешивавшаяся в высшую политику.
Внешняя политика Франции в это царствование не отличалась последовательностью и обнаруживала упадок французской дипломатии и военного искусства. Старая союзница Франции, Польша, была оставлена на произвол судьбы; в войне за польское наследство (1733—1738 годы) Людовик XV не оказал достаточной поддержки своему тестю Станиславу Лещинскому, а в 1772 году не воспротивился первому разделу Речи Посполитой.
В войне за австрийское наследство Франция действовала против Марии Терезии, но потом Людовик XV стал на её сторону и защищал её интересы в Семилетней войне.
Эти европейские войны сопровождались соперничеством Францией и Англии в колониях; англичане вытеснили французов из Ост-Индии и Северной Америки. В Европе Франция расширила свою территорию присоединением Лотарингии и Корсики.
Внутренняя политика Людовика XV ознаменована уничтожением во Франции ордена иезуитов, во время министерства Шуазеля. Конец царствования был наполнен борьбой с парламентами. Людовик XIV держал парламенты в полной покорности, но, начиная с регентства герцога Орлеанского, они стали опять действовать независимо и даже вступать в споры с правительством и критиковать его действия. В сущности эти учреждения были ярыми защитниками старины и врагами новых идей, доказав это сожжением многих литературных произведений XVIII века; но независимость и смелость парламентов по отношению к правительству делали их весьма популярными в нации. Только в начале семидесятых годов правительство в борьбе с парламентами пошло на самую крайнюю меру, но выбрало очень неудачный повод.
Один из провинциальных парламентов возбудил дело по обвинению в разных беззакониях местного губернатора (герцога д’Эгийона), бывшего пэром Франции и потому подсудного лишь парижскому парламенту. Обвиняемый пользовался расположением двора; король велел прекратить дело, но столичный парламент, сторону которого приняли и все провинциальные, объявил такое распоряжение противным законам, признав вместе с тем невозможным отправлять правосудие, если суды будут лишены свободы. Канцлер Мопу сослал непокорных судей и заменил парламенты новыми судами, получившими кличку «парламентов Мопу». Общественное раздражение было так сильно, что когда Людовик XV умер, его внук и преемник Людовик XVI поспешил восстановить старые парламенты.

### Людовик XVI

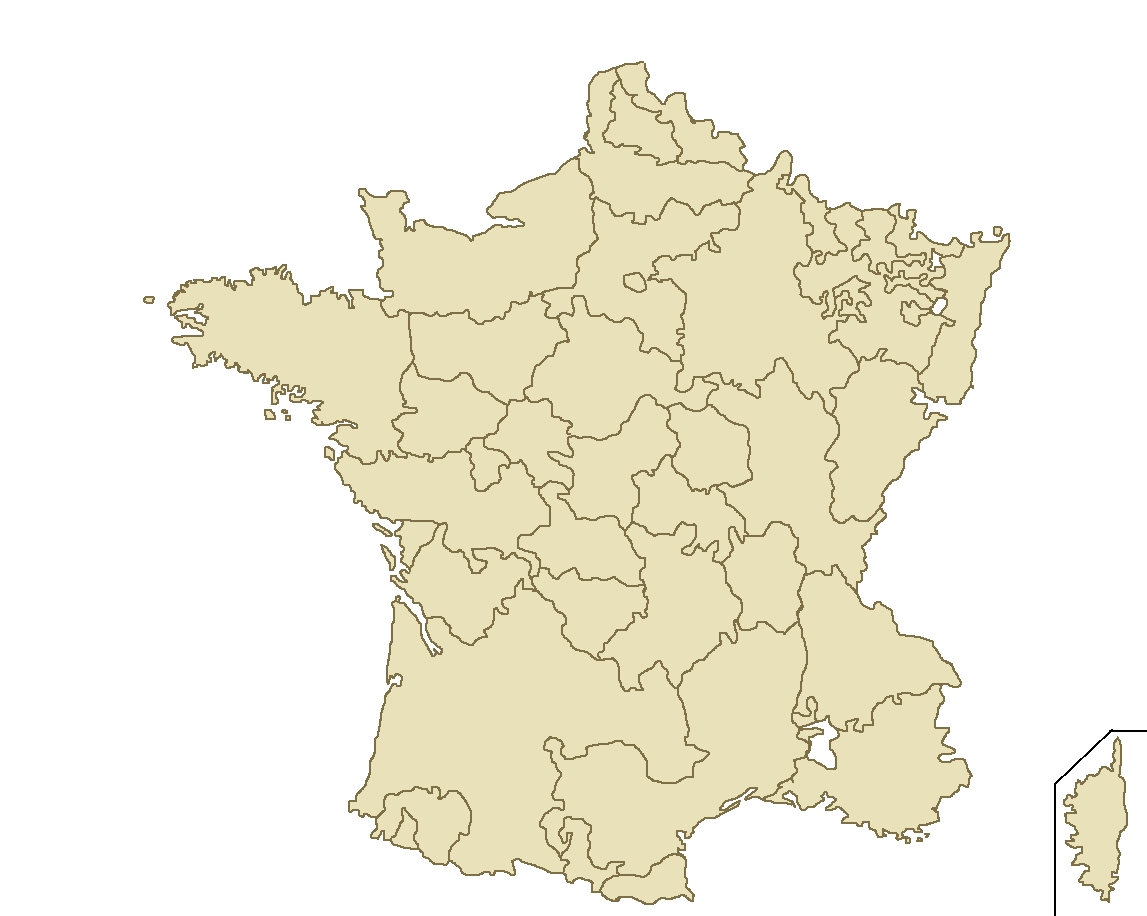
Провинции Франции на 1789 год.

По природе человек благожелательный, новый король не прочь был посвятить свои силы служению родине, но совсем был лишён силы воли и привычки к труду. Вскоре по вступлении на престол он сделал министром финансов (генеральным контролёром) очень известного физиократа, одного из видных деятелей просветительной литературы и замечательного администратора Тюрго, который принёс с собой на министерский пост широкие реформаторские планы в духе просвещённого абсолютизма. Он не хотел ни малейшего умаления королевской власти и с этой точки зрения не одобрял восстановления парламентов, тем более, что с их стороны ожидал только помехи своему делу. В отличие от других деятелей эпохи просвещённого абсолютизма, Тюрго был противником централизации и создал целый план сельского, городского и провинциального самоуправления, основанного на бессословном и выборном начале. Этим Тюрго хотел улучшить управление местными делами, заинтересовав в них общество, и вместе с тем содействовать развитию общественного духа.
Как представитель философии XVIII века, Тюрго был противником сословных привилегий; он хотел привлечь дворянство и духовенство к платежу налогов и даже отменить все феодальные права. Он задумал также уничтожить цехи и разные стеснения торговли (монополии, внутренние таможни). Наконец, он мечтал о возвращении равноправности протестантам и о развитии народного образования. Министр-реформатор вооружил против себя всех защитников старины, начиная с королевы Марии-Антуанетты и двора, которые были недовольны введённой им экономией. Против него были и духовенство, и дворянство, и откупщики налогов, и хлебные барышники, и парламенты; последние стали противиться его реформам и этим вызвали его на борьбу. Против ненавистного министра разными нелепыми слухами раздражали народ и этим возбуждали беспорядки, которые пришлось усмирять вооружённой силой. После двух неполных лет управления делами (1774—1776) Тюрго получил отставку, а то немногое, что он успел сделать, было отменено.
После этого правительство Людовика XVI подчинилось направлению, господствовавшему в среде привилегированных классов, хотя необходимость реформ и сила общественного мнения давали себя постоянно чувствовать, и некоторые преемники Тюрго делали новые попытки преобразований; им недоставало только широкого ума этого министра и его искренности, в их преобразовательных планах не было ни оригинальности, ни цельности, ни смелой последовательности Тюрго.
Самым выдающимся из новых министров был Неккер, искусный финансист, дороживший популярностью, но лишённый широких взглядов и твёрдости характера. За четыре года своего первого министерства (1777—1781) он осуществил кое-какие намерения Тюрго, но сильно урезанные и искажённые, например ввёл в двух областях провинциальное самоуправление, но без городского и сельского, притом с сословным характером и с меньшими правами, чем предполагал Тюрго (см. Провинциальные собрания). Неккер был удалён за то, что опубликовал государственный бюджет, не скрыв громадных расходов двора. В это время Франция ещё более ухудшила свои финансы вмешательством в войну североамериканских колоний за свободу от Англии.
С другой стороны, участие Франции в основании новой республики, только усилило стремление французов к политической свободе. При преемниках Неккера правительство снова возвращалось к мысли о финансовых и административных реформах и, желая иметь поддержку нации, дважды созывало собрание нотаблей, то есть представителей всех трёх сословий по королевскому выбору. Даже таким образом составленные собрания резко критиковали неумелое ведение дел министрами. Снова поднялись и парламенты, не желавшие никаких реформ, но протестовавшие против произвола правительства, располагая в свою пользу, с одной стороны, привилегированных, а с другой — и остальную нацию. Правительство вступило с ними в борьбу и снова решило заменить их новыми судами, но потом опять их восстановило. В это время (1787) в обществе заговорили о необходимости созыва генеральных штатов; вторично призванный к власти Неккер не хотел принять на себя заведование финансами иначе как под условием созыва сословного представительства. Людовик XVI вынужден был согласиться.
Собрание в 1789 году государственных чинов было началом великой французской революции, продолжавшейся десять лет и совершенно преобразовавшей социальный и политический строй Франции. 17 июня 1789 года старое сословное представительство Франции стало представительством общенародным: генеральные штаты превратились в национальное собрание, которое 9 июля объявило себя учредительным, 4 августа отменило все сословные и провинциальные привилегии и феодальные права, а затем выработало монархическую конституцию 1791 года. Франция, однако, недолго оставалась конституционной монархией; 21 сентября 1792 года была провозглашена республика. Это была эпоха внутренних смут и внешних войн, создавших диктатуру революционного правительства. Только в 1795 году страна перешла к конституционному государственному устройству, но так называемая конституция III года удержалась недолго: она была низвергнута в 1799 году генералом Наполеоном Бонапартом, эпоха которого и открывает собой во Франции историю XIX века. В эпоху революции Франция завоевала Бельгию, левый берег Рейна и Савойю и начала республиканскую пропаганду в соседних странах. Революционные войны были лишь началом войн консульства и империи, наполняющих собой первые 15 лет XIX века.